# Чупрунов, Евгений Владимирович
Евгений Владимирович Чупрунов (род. 10 марта 1951, д. Игумново, Горьковская область, РСФСР, СССР) — российский физик, ректор Нижегородского государственного университета имени Н. И. Лобачевского с 2008 по 2019 годы. С 2019 года — научный руководитель ННГУ.

## Биография
В 1973 году окончил физический факультет Горьковского государственного университета по специальности «физика». В 1979 году защитил кандидатскую, в 1991 году — докторскую диссертацию на тему «Симметрия, особенности физических свойств и методы расшифровки атомных структур псевдосимметричных кристаллов». С 1992 года — профессор.
С 1989 года заведует кафедрой экспериментальной физики (кристаллографии и экспериментальной физики). В 1994—2006 гг. — декан физического факультета, в 2006—2008 гг. — проректор по научной работе. В 2008—2019 гг. — ректор Нижегородского университета. С 2019 года — научный руководитель того же университета.
Член международного союза кристаллографов. Состоит в секции «Образование и структура кристаллов» Научного Совета РАН по Физике Конденсированных Сред.

## Научная деятельность
Автор более 300 работ по вопросам математической кристаллографии, теории симметрии кристаллов, рентгеноструктурного анализа, развития высшей школы, в том числе монографии, 6 учебников, статей в академических отечественных и зарубежных журналах, изобретений, патентов.

### Избранные труды
- Гребенев И. В., Масленникова Ю. В., Фаддеев М. А., Чупрунов Е. В. Дифференциация обучения физике в системе непрерывного образования «школа-вуз». — Н. Новгород: Изд-во ННГУ, 2005. — 185 с.
- Маркелов А. С., Трушин В. Н., Жолудев А. А., Чупрунов Е. В. Моделирование пространственной структуры рентгеновских пучков в условиях корректировки теплового потока, падающего на кристалл // Поверхность. Рентген.,  синхротр. и нейтронные исслед. — 2007. — № 5. — С. 1—5.
- Марычев М. О., Титаев Д. Н., Фаддеев М. А., Иванов В. А., Бурдов В. А., Чупрунов Е. В. О влиянии структурных и симметрийных особенностей кристаллов титанил-фосфата калия с различной степенью легирования ниобием, сурьмой и цирконием на интенсивность возбуждаемой в них второй гармоники // Кристаллография. — 2008. — Т. 53. — С. 508—513.
- Портнов В. Н., Чупрунов Е. В. Возникновение и рост кристаллов : Учебное пособие для вузов. — М.: Изд-во Физ.-мат. лит., 2006. — 328 с.
- Трушин В. Н., Маркелов А. С., Жолудев А. А., Чупрунов Е. В. Формирование рентгеновских изображений с помощью теплового воздействия света на поверхность дифрагирующего кристалла // Поверхность. Рентген.,  синхротр. и нейтронные исслед. — 2007. — № 2. — С. 44—48.
- Фаддеев М. А., Чупрунов Е. В. Лекции по атомной физике : Учебник для вузов. — М.: Изд-во Физ.-мат. лит., 2008. — 612 с.
- Чупрунов Е. В. Фёдоровская псевдосимметрия кристаллов (обзор) // Кристаллография. — 2007. — Т. 52. — С. 1—11.
- Чупрунов Е. В., Хохлов А. Ф., Фаддеев М. А. Основы кристаллографии : Учебник для вузов. — М.: Изд-во Физ.-мат. лит., 2004. — 500 с.
- Alekseev E. V., Krivovichev S. V., Depmeier W., Malcherek T., Suleimanov E. V., Chuprunov E. V. The crystal structure of Li4[(UO2)2(W2O10)] and crystal chemistry of Li uranyl tungstates // Ztschr. Kristallographie. — 2007. — Vol. 222. — P. 391–395.

## Награды
- Орден «Знак Почёта» (1976)
- Премия Нижнего Новгорода (2002)
- Почётный работник высшего профессионального образования Российской Федерации[3]
- Орден Дружбы (2015)[4]
- Почётный гражданин Нижегородской области (2016)[5]